# Arripis xylabion
Arripis xylabion är en fiskart som beskrevs av Paulin, 1993. Arripis xylabion ingår i släktet Arripis och familjen Arripidae. Inga underarter finns listade i Catalogue of Life.